# Belgrade Open 2024
Belgrade Open 2024 — тенісний турнір, що проходив на кортах з твердим покриттям у місті Белград, Сербія з  4 листопада. Належав до категорії ATP 250.

## Фінальна частина

### Одиночний розряд
Денис Шаповалов —  Хамад Меджедович 6–4, 6–4

### Парний розряд
Джеймі Маррей /  Джон Пірс (тенісист) —  Іван Додіг /  Скандер Мансурі 3–6, 7–6(7–5), [11–9]